# Opsiclines leucomorpha
Opsiclines leucomorpha is een vlinder uit de familie van de stippelmotten (Yponomeutidae). De wetenschappelijke naam van de soort werd in 1900 gepubliceerd door Oswald Beltram Lower.